# Kanjikoil
Kanjikoil é uma panchayat (vila) no distrito de Erode, no estado indiano de Tamil Nadu.

## Demografia
Segundo o censo de 2001,  Kanjikoil  tinha uma população de 11,148 habitantes. Os indivíduos do sexo masculino constituem 50% da população e os do sexo feminino 50%. Kanjikoil tem uma taxa de literacia de 59%, inferior à média nacional de 59.5%: a literacia no sexo masculino é de 66% e no sexo feminino é de 52%. Em Kanjikoil, 7% da população está abaixo dos 6 anos de idade.